# Светлана Гајинов Ного
Светлана Гајинов Ного (Кулпин, 10. фебруар 1960 — Бачки Петровац, 19. мај 2017) била је песникиња, сликарка, професорка и директорка школе у Кулпину. Била је чланица Удружења књижевника Војводине.

## Биографија
Завршила је Филозофски факултет у Новом Саду смер Југословенске литературе и опште литературе. Постдипломске студије је уписала  1987. године  на Филолошком факултету у Београду. Писала је поезију и сликала је.
Живела је у Бачком Петровцу а радила у основној школи у Кулпину где је два мандата била и директорка школе  од 1993. године. Активно је била укључена и у рад Српске православне цркве и у црквено изучавaње у у школи.
Поред тога активно се бавила сликарством и имала је многе групне изложбе и неколико самосталних изложби у апстрактној техници а бавила се и асамблажима.
Умрла је после тешке болести 19. маја 2017. године и сахрањена је на гробљу у Кулпину.

## Дела
Издала је песничке збирке;
- "Простори материје", КОС, Београд, 1984. г.
- "Колесница", Вук Караџић, Параћин, 1992. г.
- "Литургике", Књижевна заједница, Нови Сад, 1993. г.
- "В'лес књига", Просвета, Београд, 1997.г.
- "Абис", Просвета, Београд 1999. г.[1]